# Gjenreisningsmuseet for Finnmark og Nord-Troms

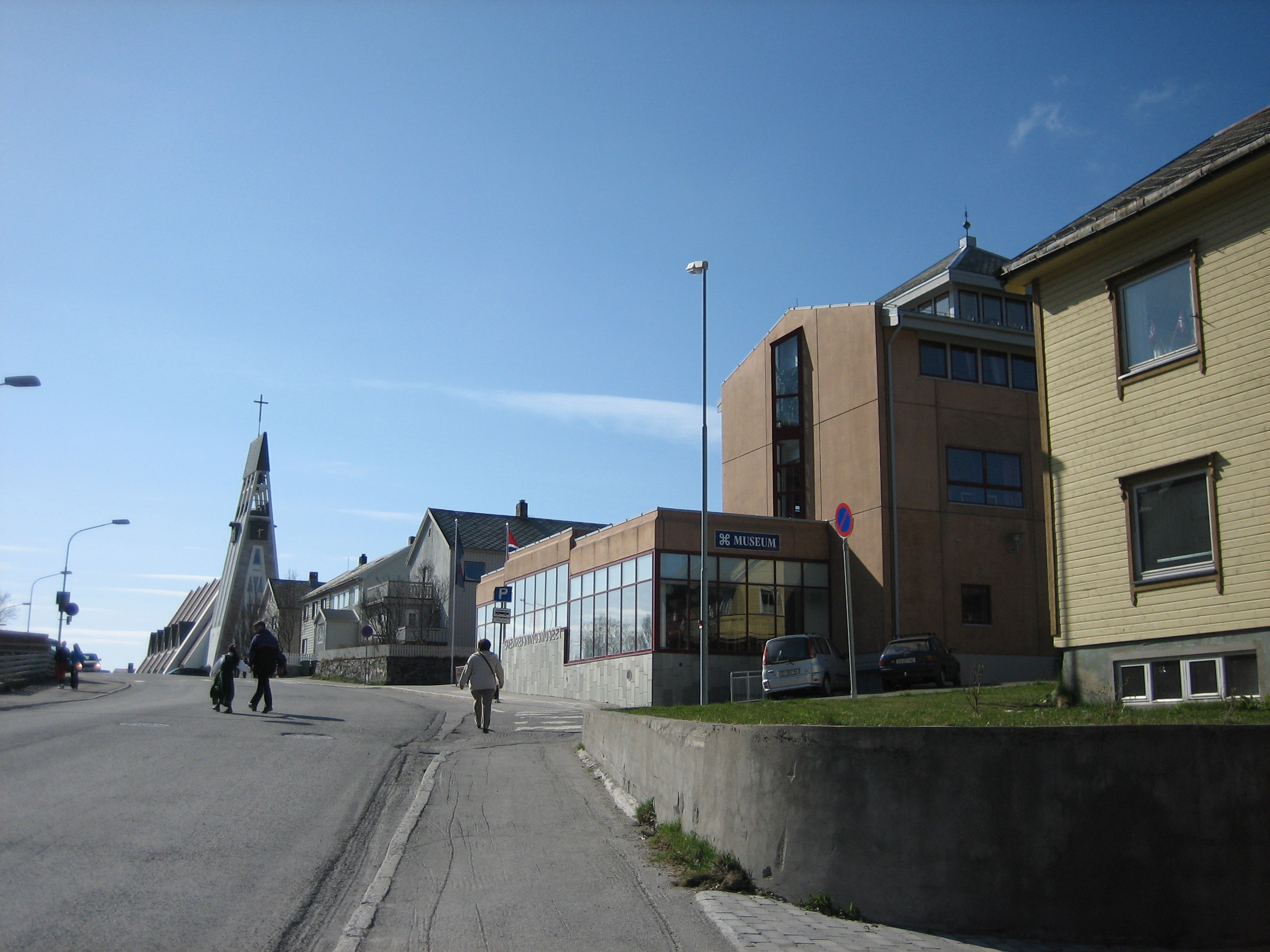
Museet sett från stadens centrum, med Hammerfest kirke i bakgrunden.

Gjenreisningsmuseet for Finnmark og Nord-Troms i Hammerfest i Hammerfests kommun i Finnmark fylke i Norge är ett lokalhistoriskt museum, som visar krigshändelserna 1940-45 i Finnmark och Nord-Troms, flyktingboendet och återuppbyggnaden av landsdelen. Det ingår numera i det 2006 organiserade Museene for kystkultur og gjenreisning i Finnmark.